# Niedersächsische Forstliche Versuchsanstalt
Die Niedersächsische Forstliche Versuchsanstalt (NFV) mit Sitz in Göttingen bestand von 1950 bis 2006. Sie war als Stabsstelle des Niedersächsischen Ministeriums für Ernährung, Landwirtschaft und Forsten für wissenschaftliche Forschung, Landesforsten sowie Beratung von Waldbesitzern verantwortlich. Die Versuchsanstalt war ebenfalls für Schleswig-Holstein zuständig. Ihr Gründer war Eilhard Wiedemann, erster Leiter Reinhard Schober (von 1950 bis 1974), anschließend folgten Gerhard Seibt (von 1974 bis 1978), Hans Achim Gussone (von 1978 bis 1991) und Burkhard Müller-Using (1991 bis 2003). Im Januar 2003 übernahm Hermann Spellmann die Leitung.
Die NFV war in vier Abteilungen gegliedert:
- Die Abteilung A, Waldwachstum, beschäftigte sich mit Ertragskunde, Waldverjüngung, Waldnaturschutz, Biometrie und Informatik.
- Die Sachgebiete der Abteilung B, Waldschutz, waren Insekten, Säugetiere/Waldschutztechnik, Luftbild sowie Schadensdiagnose.
- Die Aufgaben der in Escherode ansässigen Abteilung C, Waldgenressourcen, waren Generhaltung, Methodenentwicklung, Herkunftsforschung und ferner Forstpflanzenzüchtung (Saatgut).
- Der Arbeitsbereich der Abteilung D, Umweltkontrolle, umfasste Stoffhaushalt, Waldschadensdiagnose/Bodensanierung, Umweltanalytik, Bodenschutz und Stoffbilanzen.

Mit dem 1. Januar 2006 wurde die Versuchsanstalt aufgelöst. Das forstliche Versuchswesen der Bundesländer Hessen, Niedersachsen und Sachsen-Anhalt wurden in einer gemeinsamen Nordwestdeutschen Forstlichen Versuchsanstalt (NW-FVA) unter der Leitung von Hermann Spellmann zusammengeführt. Hauptsitz der Anstalt ist Göttingen. Die Abteilung „Waldgenressourcen“ ist in Hann. Münden untergebracht. Am 1. März 2011 ist Schleswig-Holstein als viertes Partnerland der Nordwestdeutschen Forstlichen Versuchsanstalt beigetreten.